# تیونگ
تیونگ (به لاتین: Tyung) یک رود در روسیه است که در یاقوتستان واقع شده‌است.